# Teatro al Massimo

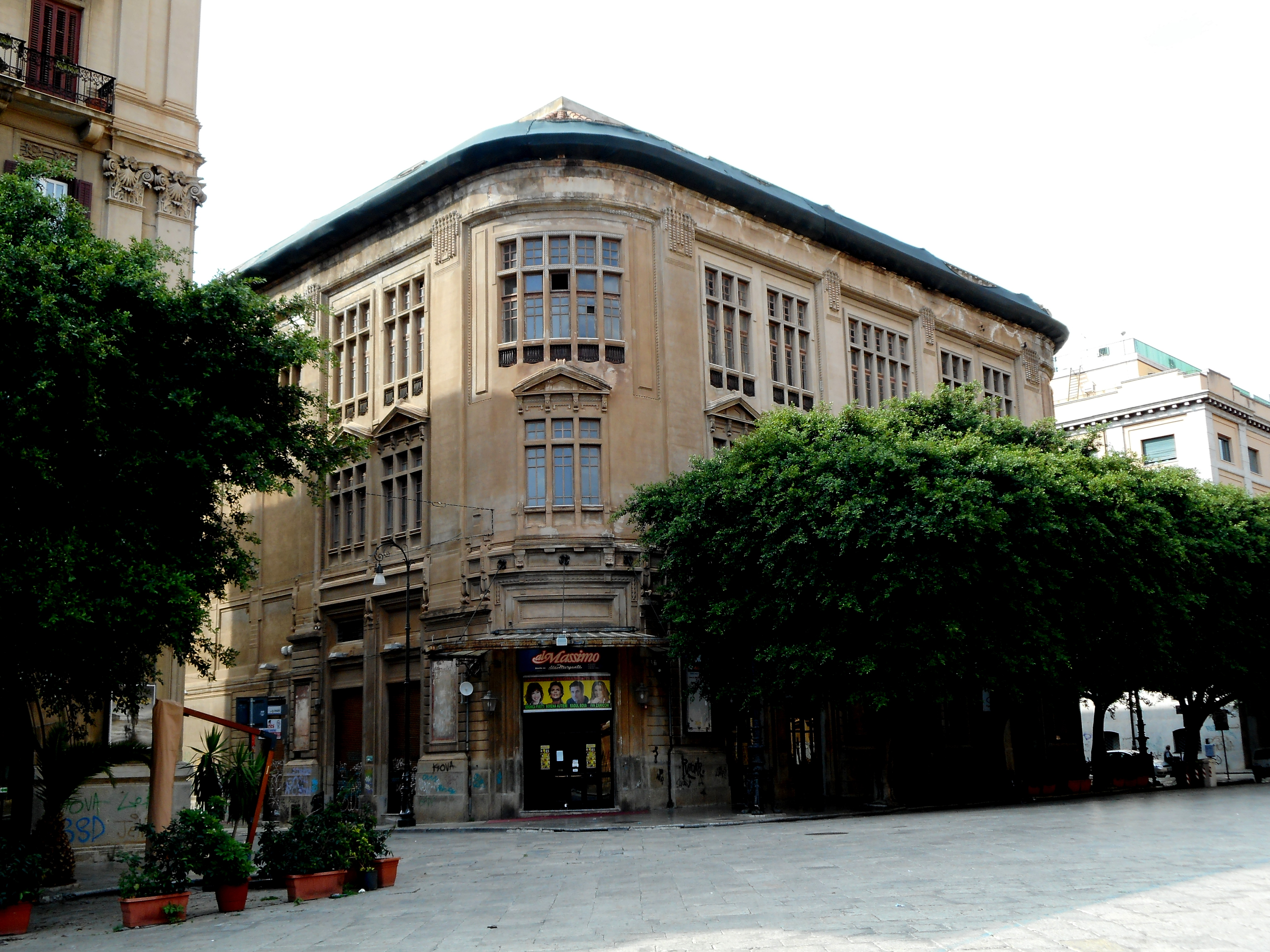
Teatro Al Massimo

Il Teatro al Massimo noto in origine come Cineteatro Massimo è un teatro di Palermo situato nel centro storico nel quartiere Seralcadio.

## Storia
Il nome deriva dalla posizione del teatro che si trova nella stessa piazza del Teatro Massimo. Il teatro venne progettato dall'architetto Giovan Battista Santangelo, che proveniva dalla scuola del Basile, e venne ultimato nel 1924. I committenti del cineteatro furono la famiglia Biondo, gli stessi committenti dell'omonimo teatro, famiglia imprenditoriale borghese che animava la vita mondana cittadina tra l'Ottocento ed il Novecento. Il cineteatro vide il suo massimo splendore fino alla seconda guerra mondiale, infatti fino ad allora molte compagnie teatrali nazionali sceglievano questo teatro per iniziare le proprie tournée, nel 1943 la città a causa dei fitti bombardamenti si andò svuotando e gli spettacoli divennero più radi. Alla fine del conflitto il teatro tornò quasi alla normalità in funzione, prevalentemente, come cinema di prima, poi di seconda visione ma nel 1977 venne chiuso a causa di una crisi del mercato cinematografico (con un mercato televisivo che, invece, era sempre più in crescita), e dei problemi economici delle compagnie e di conseguenza dei teatri di avanspettacolo. La sua nuova vita inizia nel 1992 quando il teatro viene rilevato da un gruppo di operatori del settore e ridato al pubblico, attualmente vanta un pubblico di circa 200.000 spettatori per ogni stagione.

## Architettura
Vi è una chiara ispirazione ai temi europei contemporanei soprattutto parigini, lo stile è quello dell'Art Nouveau. La struttura è abbastanza semplice nella forma, di base quadrangolare, l'ingresso è posto su un angolo della struttura, fanno eco alla forma semplice le finestre poste su ogni lato riempite da una griglia. All'interno il pubblico si trova su due livelli, la tribuna superiore è costituita da un gioco di travi portanti abbastanza semplice che richiama anch'essa l'Art Nouveau.